# Lochhofen (Sauerlach)
Lochhofen ist ein Ortsteil der oberbayerischen Gemeinde Sauerlach im Landkreis München. 

## Geografie
Das Dorf liegt nördlich von Arget und südlich von Grafing und hat 890 Einwohner (Stand 2019).

### Lage
Das Dorf liegt auf der Münchner Schotterebene innerhalb einer Rodungssiedlung im Hofoldinger Forst, knapp drei Kilometer südlich von Sauerlach.

### Nachbarorte
Im Süden grenzt Lochhofen unmittelbar an den Sauerlacher Ortsteil Arget, Grafing ist im Norden über die Oberlandstraße zu erreichen.

## Geschichte

### Etymologie
Die Wurzeln des Ortsnamens Lochhofen liegen wohl im altdeutschen lô bzw. loh. Dies hat allerdings mehrere Bedeutungen, ein Umstand, der die genauere Bestimmung des Ortsnamens erschwert: Zum einen ist ein Ursprung im mittelhochdeutschen lôch, Genitiv lôhen in der Bedeutung Wald, Hain, Holz, Gehölz, Gebüsch denkbar. Zum anderen könnte der Ursprung von lôch auch im lateinischen labina, palus liegen, welches Sumpfgebiet, Feuchtgebiet meint (ähnlich Au, Luch u. a.).
Loh ist in der mittelalterlichen und frühneuzeitlichen Rechtssprache aber auch „insbesondere (in der Regel nicht eingehegter) Waldbestand, an dem einer oder mehrere Markgenossen zur Holznutzung berechtigt sind, während die sonstigen Nutzungsrechte auch den übrigen Genossen zustehen“, und auch „der vom berechtigten Gemeindemitglied im Loh jährlich zweimal zu schlagende Holzanteil“.

### Zugehörigkeit
Bis zum 1. Mai 1978 gehörte Lochhofen als Ortsteil zur damals selbständigen Gemeinde Arget. Im Zuge der Gemeindegebietsreform wurde sowohl Arget als auch Lochhofen in die Gemeinde Sauerlach eingegliedert.

## Infrastruktur
Einst war Lochhofen nahezu vollständig von landwirtschaftlichen Betrieben geprägt. Seit den 1970er Jahren entwickelt sich das Dorf mit zunehmender Tendenz zu einem Ort mit überwiegender Eigenheim- und Mietwohnungsstruktur. Seit Juli 2014 existiert in Lochhofen folglich kein landwirtschaftlicher Betrieb mehr.

### Verkehr
Lochhofen liegt an der alten Verbindungsstraße von München nach Bad Tölz. Die heutige Staatsstraße 2573 (ehem. Bundesstraße 13) führt seit 1790 östlich am Ortsrand vorbei.

### Regionalbus
Die MVV-Buslinie 223 verbindet Grafing, Lochhofen und Arget mit dem Hauptort Sauerlach und damit mit der Münchner S-Bahn. In Lochhofen befinden sich die Busstationen Bavariastraße, Michelistraße und Lochhofen Abzweigung.
| Linie | Verlauf |
| ----- | --- |
| 223   | Sauerlach (Bahnhof) – Sauerlach, Martinstraße – Grafing – Lochhofen, Bavariastraße – Lochhofen, Michelistraße – Arget, Finkenweg – Arget, Oberhamer Straße – Arget, Holzkirchner Straße – Lochhofen, Abzw. – Grafing, Neubauerweg – Sauerlach, Martinstraße – Sauerlach (Bahnhof), Sauerlach, Schule – Sauerlach, Ludwig-Bölkow-Straße – Sauerlach, Robert-Bosch-Straße – Sauerlach, Mühlweg |

## Sehenswürdigkeiten

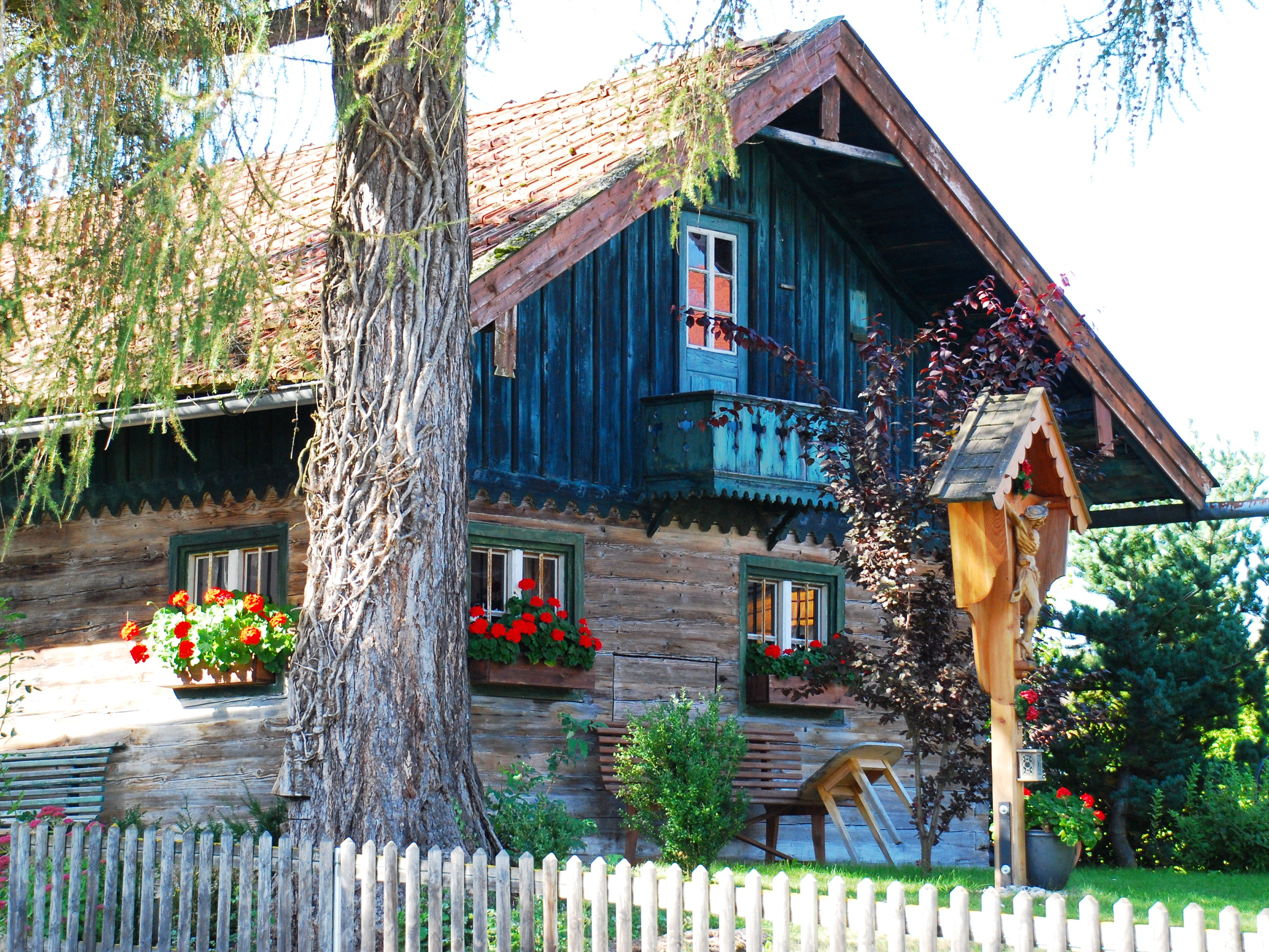
Alter Troadkastn (Getreidespeicher) in der Oberlandstraße 45 in Lochhofen

Die katholische Pfarrkirche St. Michael in Arget wird auch von Bewohnern Lochhofens besucht. In Lochhofen finden sich zudem noch einige für das Voralpenland charakteristische Bauernhäuser.